# Cassette génico
El casete génico es una secuencia de DNA que contiene uno o más genes con una función común.
En ingeniería genética, se refiere a un fragmento de DNA que contiene uno o más genes de interés entre uno o más puntos de restricción. Este fragmento puede ser transferido desde una secuencia de DNA (normalmente un vector genético) a otra cortando el fragmento mediante enzimas de restricción y ensamblándolo en la segunda secuencia.
- Datos: Q5413339